# Hunter Games
Hunter Games je český startup, který buduje a spravuje platformu pro tvorbu a hraní venkovních únikových her.
Součástí platformy Hunter Games je webový editor pro psaní her, mobilní aplikace pro chytré telefony a tablety s operačním systémem iOS a Android a HG Store pro nákup a prodej her. Platforma umožňuje tvorbu, prodej a nákup her založených na principu geocachingu a to jak v České republice, tak i v zahraničí.
Hry spojují atributy mobilního hraní, nočních bojových her, šifrovacích her a únikových her hraných v reálném prostředí. Hlavním cílem her je poznávání míst zábavnou, edukativní a soutěžní formou za využití moderní technologie. Geolokační hry Hunter Games dále staví na technice gamifikace, zážitkové pegagogiky a umožňují nový způsob propagace služeb a produktů. Tematické hry je možné využít nejen v marketingu, ale také ve školství, politice a v regionálním rozvoji.

## Historie
Na počátku samotného projektu stála parta přátel, která hledala nové nevšední možnosti týmové zábavy. Společně se rozhodli pro organizaci tradičních táborových bojových her s využitím předem naplánovaných tras a skrytých úkolů na papírcích. Hry si velmi rychle našly své příznivce a zájem o jejich organizaci vzrostl. To bylo hlavním impulzem pro vytvoření platformy s podporou mobilní aplikace a možnosti hraní v chytrém telefonu.
Původní platforma pro hraní her Hunter Games byla spuštěna v roce 2016 Štěpánem Gregorem a Lubošem Němečkem. Projekt vznikl za účelem zjednodušení organizace a zvýšení dostupnosti týmových her pro skupiny přátel, turistů a spolupracovníků, rodin, ale i jednotlivců. Hlavní motivací bylo spojení outdoorových aktivit s mobilním hraním, dosažení většího zájmu o historické památky a zajímavá místa v regionech. Po inkubaci startupovým centrem UP21 v roce 2015 došlo k rozšíření platformy o herní editor, který může využít široká veřejnost k tvorbě vlastních geolokačních her s různorodou tematikou neomezeně kdekoli na světě.

## Průběh hry
Každá hra má určitou trasu, tematiku s příběhem a obsahuje sérii úkolů, hádanek a šifer, které jsou spojené s danými místy na trase. Hráči plní jednotlivé úkoly a postupným řešením se dostávají do cíle hry. Trasou hráče provází mobilní aplikace s GPS a chatbotem. Ve hře je měřen dosažený čas, který určuje vítěze hry. Každý úkol nabízí možnosti nápovědy, nebo přeskočení úkolu. Využití nápověd a přeskočení úkolu je penalizováno udělením trestných minut.

## Hráčský profil a leaderboard
Výsledky z jednotlivých her jsou uchovány v hráčském profilu každého hráče. Hráči se na základě výsledných pořadí z jednotlivých odehraných her umísťují v tzv. leaderboardu (žebříčku) a mohou se tak účastnit různých soutěží.

## Tematika
Hry zpracovávají zajímavá témata z historie i současnosti. Zabývají se pověstmi, legendami, fantazijními příběhy, popkulturou. Podstatnou složkou je edukativní stránka. Hry slouží k poznávání, vzdělávání, sociální interakci a budování vztahů v týmu (tzv. teambuilding).

## Hry

### Legenda o Golemovi
Hra je založena na příběhu o pražském golemovi, kterého podle pověsti stvořil z hlíny rabín Jehuda Löw ben Becalel. Středověký příběh provádí hráče reálným prostředím Prahy a ukládá jim nejrůznější úkoly a hádanky spojené s konkrétními místy a danou tematikou. Hráči se seznamují s detaily legendy, pražským Židovským městem, poznávají pražské synagogy.

### Assassin’s Girl
Příběh hry zavede hráče do středověké Prahy v roli asasínky. Jejím hlavním úkolem je zneškodnit určený cíl. Na cestě ke splnění své mise se setkává s překážkami ve formě úkolů a hádanek a s dalšími postavami. Hra se odehrává na  Malé Straně a v dalších lokacích v historickém centru Prahy. Dramatický průběh vyžaduje pohyb a rychlé řešení úkolů omezené časovým limitem.

### Kletba Vyšehradu
Hra s hororovou tematikou představuje hráčům prostředí pražského Vyšehradu. V příběhu dvou bratrů, kteří pátrají po původu nevysvětlitelných jevů, hráči zjišťují důvod smrti jednoho z nich. Dobrodružná cesta zavede hráče na Vyšehradský hřbitov a představí jim množství pražských památek a míst, jako například Rotundu Sv. Martina, Baziliku Sv. Petra a Pavla, Myslbekovy sochy aj.

### Kurýr
Hra se odehrává v okolí Hlavního nádraží v Praze, dále na Smíchově a v prostředí pražského Anděla. Dramatický příběh hráče postaví do role profesionálního přepravce - kurýra - s vybudovanou reputací a znalostí pražského podsvětí. Před ním stojí další obchodní transakce a vydává se na cestu, kde čelí úkolům a nástrahám, při kterých mu jde o holý život.

### Fantom Sapy
Detektivní hra se odehrává v prostředí vietnamské tržnice Sapa. Hra popisuje příběh ztracené holčičky Kim-Ly. Spolu s jejím bratrem Baem se hráč vydává na dobrodružnou cestu za její záchranou. Policie pátrání pozastavila. Po Kim-Ly se prostě slehla zem, jakoby ji ani neunesl člověk.

### Anonymous
Dobrodružná hra se odehrává v prostředí pražského Žižkova a Nového Města a popisuje příběh hackera, který sleduje svou oběť, zahrává si s ní a pomocí mobilního telefonu jí pokládá různé hádanky, které po správném vyřešení mají vést k jeho odhalení.

### Muž bez minulosti
Hra popisuje příběh muže s amnézií. Muž se probere na lavičce uprostřed neznámého města. Vůbec neví, kde je, kdo je, jak se jmenuje, ani jak se na daném místě ocitl. Úkolem hráče je v průběhu hry rozkrýt jeho minulost a pomoci mu si vzpomenout.

## Tým a spolupráce
Společnost pod názvem Hunter Games s. r. o. v současnosti vedou zakladatelé platformy Štěpán Gregor a Luboš Němeček. Správu a tvorbu obsahu zajišťuje jejich tým, který k 30. 4. 2018 tvoří 10 autorů.  